# Csajok Monte-Carlóban
A Csajok Monte-Carlóban (eredeti cím: Monte Carlo) 2011-ben bemutatott amerikai romantikus kalandfilm, melyet Jules Bass Headhunters című regényéből Thomas Bezucha írt és rendezett. A főbb szerepekben Selena Gomez, Leighton Meester és Katie Cassidy látható.
A több országban, köztük Magyarországon is zajló forgatás 2010. május 5-én kezdődött. A filmben felhangzik a Selena Gomez & the Scene együttes Who Says című szerzeménye. A dalt is tartalmazó When the Sun Goes Down album három nappal a film bemutatója előtt jelent meg.
Az Amerikai Egyesült Államokban 2011. július 1-jén mutatták be a mozikban. Bár vegyes kritikákat kapott, bevételi szempontból nyereséges volt.

## Cselekmény
A végzős gimnazista Grace több éven keresztül az álomutazására spórolt. Párizsba végül két másik lánnyal jut el, Megannel és Emmával. Ám az utazás katasztrofálisan sül el: a rossz kirándulások és pocsék szállás mellett Grace-t összetévesztik egy elkényeztetett brit örökösnővel, Cordeliával. Mielőtt tisztázhatná magát, a lányok összecsomagolnak és kihasználva a lehetőséget, Monte Carlóban találják magukat, ahol lesifotósok, gyönyörű ruhák, valamint csillogó élet vár rájuk.

## Szereplők
| Szerep                    | Színész           | Magyar hang            |
| ------------------------- | ----------------- | ---------------------- |
| Grace Ann Bennett         | Selena Gomez      | Vadász Bea             |
| Cordelia Winthrop Scott   | Selena Gomez      | Vadász Bea             |
| Mary Margaret "Meg" Kelly | Leighton Meester  | Pálmai Anna            |
| Emma Danielle Perkins     | Katie Cassidy     | Földes Eszter          |
| Owen Andrews              | Cory Monteith     | Fehér Tibor            |
| Pamela Bennett            | Andie MacDowell   | Igó Éva                |
| Alicia Winthrop Scott     | Catherine Tate    | Spilák Klára           |
| Theo Marchand             | Pierre Boulanger  | Schruff Milán          |
| Riley                     | Luke Bracey       | Nagy Ervin             |
| Robert Kelly              | Brett Cullen      | Rosta Sándor           |
| Madame Valerie            | Valerie Lemercier | Bede-Fazekas Annamária |

## A film készítése
A Monte Carlo Jules Bass Headhunters című regénye alapján készült. A regény négy középkorú texasi nő történetét meséli el, akik önmagukat gazdag örökösnőnek kiadva keresnek tehetős férjet Monte Carlóban. Ott találkoznak négy, önmagát szintén jómódú playboynak kiadó nőcsábásszal. A 20th Century Fox stúdió 1999-ben, három évvel a könyv megjelenése előtt vásárolta meg a megfilmesítés jogait. 2005-ben a Variety bejelentette, hogy Jez és John Henry Butterworth fogja írni a forgatókönyvet. A beszámolók szerint Nicole Kidman színésznőt szerződtették a főszerepre.
A forgatókönyvíró testvérpárt később kirúgták, és Thomas Bezuchát vették fel helyettük. Bezucha és Maria Maggenti 2007 júliusában mutatták be a forgatókönyv vázlatát. Ebben Kidman úgy szerepelt, mint „a három közép-nyugati tanárnő egyike, akik úgy döntenek, egy unalmas párizsi nyaralás helyett magukat tehetős nőknek adják ki Monacóban”. 2010-ben a producerek úgy döntöttek, fiatalosabbá teszik a filmet. Az új forgatókönyv megírását Bezucha és April Blair vállalta, a négy középkorú nőt két főiskolai hallgató és egy nemrég érettségiző lány váltotta fel. 
A filmet több helyszínen forgatták: Budapesten és Dunakeszin, az erdélyi Hargita megyében, Párizsban és Monacóban. A forgatás 2010. május 5-én kezdődött Hargitában és 2010. július 7-én fejeződött be. Ez az első film, amelyet a Raleigh Studios Budapestben forgattak.
Selena Gomez 2010 márciusában kapta meg az egyik főszerepet, Grace és Cordelia szerepét. A szerep kedvéért Selena hetekig tanulta, hogyan kell lovaspólót játszani és brit akcentussal beszélni. Leighton Meestert is márciusban választották ki a szerepre, Katie Cassidyt pedig áprilisban. Pierre Boulanger francia színésznek ez az első angol nyelvű filmje.

## Fogadtatás
A Monte Carlo vegyes kritikákat kapott[forrás?]. 
A film 3,1 millió dolláros bevétellel nyitott a bemutató első napján.[forrás?]

### Díjak és jelölések
Teen Choice Awards (2011)
- Choice Summer: Film (jelölt)
- Choice Summer: Színész – Cory Monteith (jelölt)
- Choice Summer: Színésznő – Selena Gomez (jelölt)